# Open Source World Conference
Open Source World Conference, es una conferencia internacional de Software Libre que se lleva realizando en España desde 2004. Es una conferencia orientada principalmente a las empresas que desarrollan y usan software libre.

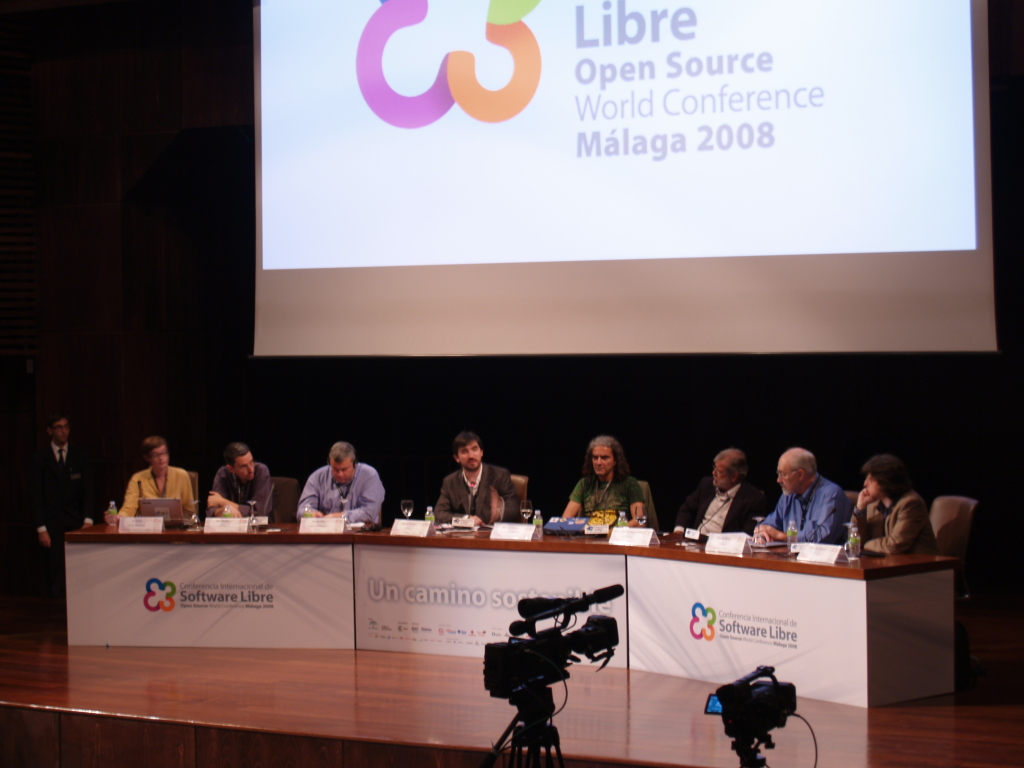
Conferencia "¿Existe neutralidad tecnológica? ¿es posible la convivencia?" durante la OSWC 2008

## Ediciones
- OSWC 2004 empezó en Málaga
- OSWC 2005 en Mérida
- OSWC 2006 en Málaga
- FSWC (Free Software World Conference) 2007 en Badajoz
- OSWC 2008 en Málaga
- FSWC 2009 en Cáceres

La OSWC 2010 iba a tener lugar de nuevo en Málaga durante los días 27 y 28 de octubre. Una semana antes, la organización comunicó que había sido cancelada por problemas de presupuesto. Un grupo local, organizó una conferencia alternativa durante las mismas fechas y en el mismo sitio y la llamó LSWC (Libre Software World Conference) con el lema Nosotros no cancelamos tu libertad haciendo alusión a los rumores que apuntan que se canceló por motivos políticos y la influencia de Microsoft.
La edición de este año 2011 tendrá lugar por primera vez en Zaragoza.